# The Heptones
The Heptones sono un gruppo reggae formato nel 1965 a Kingston.

## Storia
Leroy Sibbles, Earl Morgan e Barry Llewelyn si unirono in origine sotto il nome di "The Hep Ones" nel 1965 a Kingston, ma presto cambiarono nome in "The Heptones".
Il gruppo collaborò con diversi importanti produttori giamaicani al tempo: dopo un singolo di poco successo con il produttore Ken Lack per la sua etichetta "K Calnek", si spostarono sotto la gestione di Coxsone Dodd per la Studio One. I The Heptones pubblicarono infatti una serie di hit per la Studio One, inizianto da "Fattie Fattie", primo singolo per l'etichetta nel 1966. Questo fu l'inizio di un periodo di successo con Coxsone, con cui seguirono altri singoli come "Pretty Looks Isn't All", "Get In The Groove", "Be a Man", "Sea of Love" (una cover di the Pat Phillips and the Twilights), "Ting a Ling", "Party Time" e "I Hold the Handle".
La band era la principale rivale dei The Techniques, gestiti da Arthur "Duke" Reid, fu furono tra i più popolari gruppi dell'epoca rocksteady. Durante i loro 5 anni al Brentford Road, Leroy Sibbles suonò il basso in diverse sessioni con alcuni artisti assieme a Jackie Mittoo. Tra i brani in cui suonò il bassista spiccano "I'm Still In Love" di Alton Ellis e "Satta-a-Massagana" dei the Abyssinians. Il gruppo rimase sotto la Studio One durante l'era reggae, dove pubblicarono brani come "Message from a Black Man", "Love Won't Come Easy", "I Love You"e una cover di successo di "Suspicious Minds", poi registrarono con Joe Gibbs, Harry J, con il quale incisero i classici "Country Boy" e "Book of Rules" nel 1973, Rupie Edwards (ri-registrarono "Give Me the Right") e con l'ex giornalista Danny Holloway.
Leroy Sibbles migrò in Canada in 1973, ed il gruppo cessò le registrazione, ritornando nel 1976 con "Cool Rasta" e "Night Food", prodotti da Scott "Harry J" Johnston. Questi LP contenevano diverso nuovo materiale, assieme a vecchi pezzi dell'epoca d'oro Studio One.
Nel 1977, la loro carriera subì un'impennata quando iniziarono a collaborare con il produttore Lee "Scratch" Perry, con cui pubblicarono alcuni nuovi singoli (tra cui la cover di Billy Stewart "I Do Love You" sul loro album Justice League pubblicato 5 anni prima), e pubblicarono l'album Party Time, una delle migliori produzioni di Perry, che, registrato allo studio Black Ark, incluse alcuni vecchi brani rivisitati dell'era Studio One, tra cui la cover di Bob Dylan "I Shall Be Released", assieme a nuove tracce tra cui "Sufferers' Time".
Nello stesso periodo, realizzarono una serie di singoli con Lee Perry, come "Mistry Babylon", "Mr President" (assieme al DJ Jah Lloyd) e "Babylon's Falling". Sibbles lasciò ancora una volta la formazione nel 1977 per dare inizio ad una carriera solista di successo, avendo già inciso come solista il pezzo "Love Won't Come Easy" per Augustus Pablo, oltre ad altri singoli solisti per Lee Perry ("Rasta Fari" e "Garden of Life") e DEB Music di Dennis Brown ("New Song" e "Ain't No Love"). Egli fu sostituito da Dolphin "Naggo" Morris, che aveva registrato "Su Su Pon Rasta" per Joe Gibbs e "You Should Love Your Brother" per King Jammy, ma la popolarità del gruppo calò. Dai tardi anni settanta, il loro stile cominciò ad ottenere meno consensi da un pubblico ormai indirizzato sul più militante stile dei rastafari, ed iniziarono ad essere visti come parte della vecchia epoca. Nonostante fossero stati prodotti da Joseph Hoo Kim allo studio Channel One, Good Life nel 1979 risultò un buco nell'acqua, e durante gli anni successivi ottennero poco successo.
Il trio originale di riunì nel 1995, pubblicando il nuovo album Pressure!, prodotto da Tappa Zukie.

## Formazione

### Ultima
- Leroy Sibbles
- Earl Morgan
- Barry Llewelyn

### Ex componenti
- Dolphin "Naggo" Morris

## Discografia

### Album in studio
- 1967 - The Heptones aka [Fattie Fattie]
- 1968 - On Top [aka Best Of The Heptones]
- 1969 - Sweet Talking
- 1970 - Black Is Black [aka Ting A Ling]
- 1971 - Freedom Line
- 1973 - Book Of Rules
- 1976 - Cool Rasta
- 1976 - Night Food
- 1977 - Party Time
- 1978 - Better Days [aka Observer's Style]
- 1978 - In Love With You
- 1979 - Good Life
- 1980 - Mr Ska Bean'a (Alton Ellis & The Heptones)
- 1982 - On The Run
- 1983 - Back On Top
- 1983 - In A Dancehall Style
- 1985 - Swing Low
- 1986 - Changing Times
- 198? - A Place Called Love & Changing Times
- 1995 - Pressure!